# Przywilej Pawłowy
Przywilej Pawłowy, przywilej wiary – w chrześcijaństwie prawo do rozwiązania małżeństwa przez osoby, które zostały chrześcijanami, będąc wcześniej w związku małżeńskim, w sytuacji, gdy dotychczasowy małżonek nie chce utrzymywać dalej związku.

## Perykopa biblijna
Podstawą stosowania prawa do rozwiązania istniejącego małżeństwa jest fragment 1. Listu do Koryntian, w którym Paweł z Tarsu wyraźnie przypisuje sobie autorstwo tego prawa (stąd też pochodzi nazwa przywileju):

Pozostałym małżeństwom oświadczam ja, a nie Pan: Jeżeli któryś z braci ma żonę niewierzącą, a ona zgadza się z nim nadal mieszkać, niech jej nie oddala. Podobnie jeżeli jakaś kobieta wierząca ma niewierzącego męża, a ten zgadza się mieszkać z nią, niech nie zrywa z nim związku małżeńskiego. Mąż niewierzący zostaje bowiem uświęcony przez żonę, a żona niewierząca przez brata. Gdyby było inaczej, wasze dzieci byłyby nieczyste, a tymczasem są święte. Gdyby jednak strona niewierząca chciała odejść, niech odejdzie. W takim wypadku ani brat, ani siostra nie są skrępowani jak niewolnicy, ponieważ Bóg powołał was do życia w pokoju.

## Kościół katolicki
Związki małżeńskie osób nieochrzczonych Kościół katolicki traktuje na równi z małżeństwami sakramentalnymi osób ochrzczonych nazywając je małżeństwami naturalnymi (→ prawo naturalne), przyznając im wszystkie właściwe przymioty, w tym nierozerwalność. Z tego powodu prawo do skorzystania z przywileju wiary obwarowane jest szeregiem warunków. Najważniejszym z nich jest deklaracja strony nieochrzczonej dotycząca dalszego utrzymania związku i zachowania wolności religijnej strony ochrzczonej. Jedynie negatywna odpowiedź strony nieochrzczonej może być przesłanką do rozwiązania małżeństwa. Ponadto dotychczasowe małżeństwo zostaje rzeczywiście rozwiązane dopiero przez fakt zawarcia nowego związku małżeńskiego przez stronę ochrzczoną.
Podstawą kanoniczną stosowania przywileju są kanony 1143-1150 Kodeksu prawa kanonicznego, kanony 854-861 Kodeksu kanonów Kościołów wschodnich, List apostolski Causas matrimoniales Pawła VI oraz dokumenty Kongregacji Nauki Wiary Ut notum est (Instrukcja o rozwiązaniu małżeństwa na mocy przywileju wiary) i Processum (Normy proceduralne prowadzenia procesu o rozwiązanie węzła małżeńskiego na mocy przywileju wiary).
Zgodnie z procedurą proces dowodowy o rozwiązanie małżeństwa na podstawie przywileju wiary prowadzi biskup diecezjalny petenta. Oceny zgromadzonych dowodów i wydanie wyroku w sprawie należy do Stolicy Apostolskiej.
Do skutecznego rozwiązania małżeństwa konieczne jest spełnienie trzech, następujących warunków:
1. przed przyjęciem chrztu dotychczasowe małżeństwo katechumena musi być w rzeczywistym rozkładzie (np. cywilne orzeczenie rozwodu lub separacji)
2. po przyjęciu chrztu nie może mieć miejsca współżycie seksualne pomiędzy dotychczasowymi małżonkami
3. jeżeli strona ochrzczona chce zawrzeć nowe małżeństwo ze stroną nieochrzczoną lub chrześcijaninem innego wyznania (tzw. małżeństwa mieszane), to strona niekatolicka musi złożyć przyrzeczenie deklarując prawo do wolności religijnej strony katolickiej oraz prawo do wychowania dzieci w wyznaniu katolickim.

Jeżeli nastąpi rozwiązanie małżeństwa, strona ochrzczona zobowiązana jest do spełnienia w razie konieczności obowiązków alimentacyjnych wobec pozostawionych dzieci i pozostawionego małżonka.
Szczególnym przypadkiem są małżeństwa poligamiczne, ponieważ Kościół katolicki uważa je za sprzeczne z naturą małżeństwa. W takich przypadkach mężczyzna mający kilka żon i starający się o chrzest musi oddalić wszystkie żony, pozostając w związku z pierwszą. Jeżeli pierwsza żona nie chce pozostać w takim związku, wówczas mężczyzna ma prawo wybrać jedną z dotychczasowych żon i oddalić pozostałe. Nie wolno mu jednak oddalić wszystkich. Jeżeli katechumenka jest jedną z wielu żon, to nie wolno jej pozostać w związku poligamicznym. To co dotyczy związków wielożennych odnosi się tak samo do związków poliandrycznych.
W przypadku rozpadu związku poligamicznego obowiązek alimentacyjny wobec oddalonych stron i ich dzieci ciąży na ordynariuszu miejsca, który prowadził proces rozwiązujący małżeństwo.